# Farhod Vosiev
Farhod Vosiev (tadzjikiska: Фарҳод Саидҷонович Восиев, Farhod Saiddzjonovitj Vosiev, persiska: فرهاد واصیف, ryska: Фархо́д Саиджо́нович Васи́ев, Farchód Saidzjónovitj Vasíev) född 14 april 1990 i Dusjanbe, Tadzjikiska SSR, är en tadzjikisk fotbollsspelare. Han spelar för närvarande för den ryska fotbollsklubben Zjemtjuzjina-Sotji samt för Tadzjikistans herrlandslag i fotboll. Tidigare har Vosiev spelat för Dusjanbeklubben CSKA Dusjanbe, ryska Saturn Samara samt för Krylja Sovetov Samara.
Vosiev har hittills spelat 3 landskamper för Tadzjikistan.